# شهرستان برنچ (میشیگان)
شهرستان برنچ، میشیگان (به انگلیسی: Branch County, Michigan) یک سکونتگاه مسکونی در ایالات متحده آمریکا است که در میشیگان واقع شده‌است.